# Kelly Sill
Kelly Sill (* 2. März 1952 in Fargo, North Dakota; † 28. September 2022 in Evanston) war ein US-amerikanischer Jazzmusiker (Kontrabass).

## Leben und Wirken
Sill wuchs im Raum Chicago auf. Nach seinem Bachelor-Abschluss an der University of Illinois at Urbana-Champaign kehrte er nach Chicago zurück, wo er in den 1970er-Jahren seine Karriere als Jazzmusiker begann. In den folgenden Jahren arbeitete mit einer Reihe von Jazzgrößen wie Art Blakey, Joe Henderson, Art Farmer, Eddie Jefferson, Clark Terry, Cedar Walton und Herb Ellis. Er trat beim Chicago Jazz Festival, beim Elkhart Jazz Festival, beim Red Sea Jazz Festival, in der Thessaloniki Concert Hall in Griechenland und im Symphony Center in Chicago auf. Erste Aufnahmen entstanden 1979 in Portland mit der Band Simon & Bard von Michael Mard und Fred Simon, 1981 mit The Matteson/Phillips Tuba Jazz Consort von Rich Matteson und Harvey Phillips sowie mit Cy Touff und Sandy Mosse (Tickle Toe).
Sills Diskographie umfasst mehr als fünfzig Aufnahmen als Sideman und Leader, darunter seine eigenen Alben The Brighter Side mit dem Schlagzeuger Joel Spencer und Interior Window mit Spencer und dem Pianisten Mike Kocour. Im Bereich des Jazz war er laut Tom Lord zwischen 1979 und 2019 an 47 Aufnahmesessions beteiligt, auch mit Frank Mantooth, Eric Schneider, John Allred, Kelly Brand, Bob Lark, Brad Goode, Jerry Steinhilber, Mike Jones, Jim McNeely und zuletzt mit Gregory Dudzienski.
Als Hochschullehrer war Sill an den Fakultäten der Northeastern Illinois University, des Lake Forest College, der DePaul University und der Northern Illinois University tätig. Er unterrichtete auch beim Interlochen Arts Camp, Jamey Aebersold Summer Jazz Workshop, Janice Borla Vocal Jazz Camp, University of Wisconsin/Stevens Point Jazz Camp, Clark Terry Great Plains Jazz Camp und dem Sommerprogramm der University of Illinois at Urbana-Champaign. Sill starb im Alter von 70 Jahren.

## Diskographische Hinweise
- Jim McNeely, Kelly Sill & Joel Spencer: Boneyard (Origin, 2007)[3]
- Paul Kogut & Kelly Sill: Peace (Blujazz, 2008)[4]
- Zvonimir Tot & Kelly Sill: Standards - Live at The Jazz Showcase (2015)